# Evelyn Keyes
Evelyn Keyes (Port Arthur (Texas), 20 november 1916 – Montecito (Californië), 4 juli 2008) was een Amerikaans actrice.

## Filmcarrière
Keyes begon haar filmcarrière op achttienjarige leeftijd. Ze speelde in heel veel B-films, maar ze mocht ook een paar grote rollen vervullen. De meest bekende is die in Gone with the Wind (1939). Hierin speelde ze Suellen O'Hara, de zus van hoofdpersoon Scarlett. Ook speelde ze in Mrs. Mike (1949) als Kathy Flannigan, en in The Seven Year Itch (1955) als de vrouw van de hoofdpersoon gespeeld door Tom Ewell. In 1989 beëindigde ze haar filmcarrière.

## Persoonlijk
Keyes trouwde in 1938 met Barton Bainbridge, die overleed in 1940. Hierna was ze achtereenvolgens getrouwd met filmregisseur Charles Vidor (1943–1945), acteur John Huston (1946–1950) en orkestleider Artie Shaw (1957–1985). In 1977 werd er een autobiografie over haar geschreven. In 2006 ontving ze 1,4 miljoen doordat ze een claim over de nalatenschap van haar inmiddels overleden ex-man Artie Shaw had gewonnen.
Evelyn Keyes overleed op 91-jarige leeftijd aan kanker.

## Filmografie
- The Buccaneer (1938) – Madeleine
- Dangerous to Know (1938)
- Men with Wings (1938) – verpleegkundige
- Sons of the Legion (1938) – Linda Lee
- Artists and Models Abroad (1938) – meisje
- Paris Honeymoon (1939) – dorpsmeisje
- Sudden Money (1939) – Mary Patterson
- Union Pacific (1939) – Mrs. Calvin
- Gone with the Wind (1939) – Suellen O'Hara
- Slightly Honorable (1939) – Miss Vlissingen
- The Lady in Question (1940) – François Morestan
- Before I Hang (1940) – Martha Garth
- Beyond the Sacramento (1940) – Lynn Perry
- The Face Behind the Mask (1941) – Helen Williams
- Here Comes Mr. Jordan (1941) – Bette Logan
- Ladies in Retirement (1941) – Lucy
- The Adventures of Martin Eden (1942) – Ruth Morley
- Flight Lieutenant (1942) – Susie Thompson
- The Desperadoes (1943) – Allison McLeod
- Dangerous Blondes (1943) – Jane Craig
- There's Something About a Soldier (1943) – Carol Harkness
- Nine Girls (1944) – Mary O'Ryan
- Strange Affair (1944) – Jacqueline Harrison
- A Thousand and One Nights (1945) – de djinn
- Renegades (1946) – Hannah Brockway
- The Thrill of Brazil (1946) – Vicki Dean
- The Jolson Story (1946) – Julie Benson
- Johnny O'Clock (1947) – Nancy Hobson
- The Mating of Millie (1948) – Millie McGonigle
- Enchantment (1948) – Grizel Dane
- Mr. Soft Touch (1949) – Jenny Jones
- Mrs. Mike (1949) – Kathy Flannigan
- The Killer That Stalked New York (1950) – Sheila Bennet
- Smuggler's Island (1951) – Vivian Craig
- The Prowler (1951) – Susan Gilvray
- Iron Man (1951) – Rose Warren
- One Big Affair (1952) – Jean Harper
- C'est arrivé à Paris (1953) – Patricia Moran
- Rough Shoot (1953) – Cecily Paine
- 99 River Street (1953) – Linda James
- Hell's Half-Acre (1954) – Donna Williams
- The Seven Year Itch (1955) – Helen Sherman
- Top of the World (1955) – Virgie Rayne (Mrs. Gannon)
- Around the World in Eighty Days (1956) – de flirt
- Across 110th Street (1972)
- A Return to Salem's Lot (1987) – Mrs. Axel
- Wicked Stepmother (1989) – heksinstructrice